# Johann Heinrich Bartels

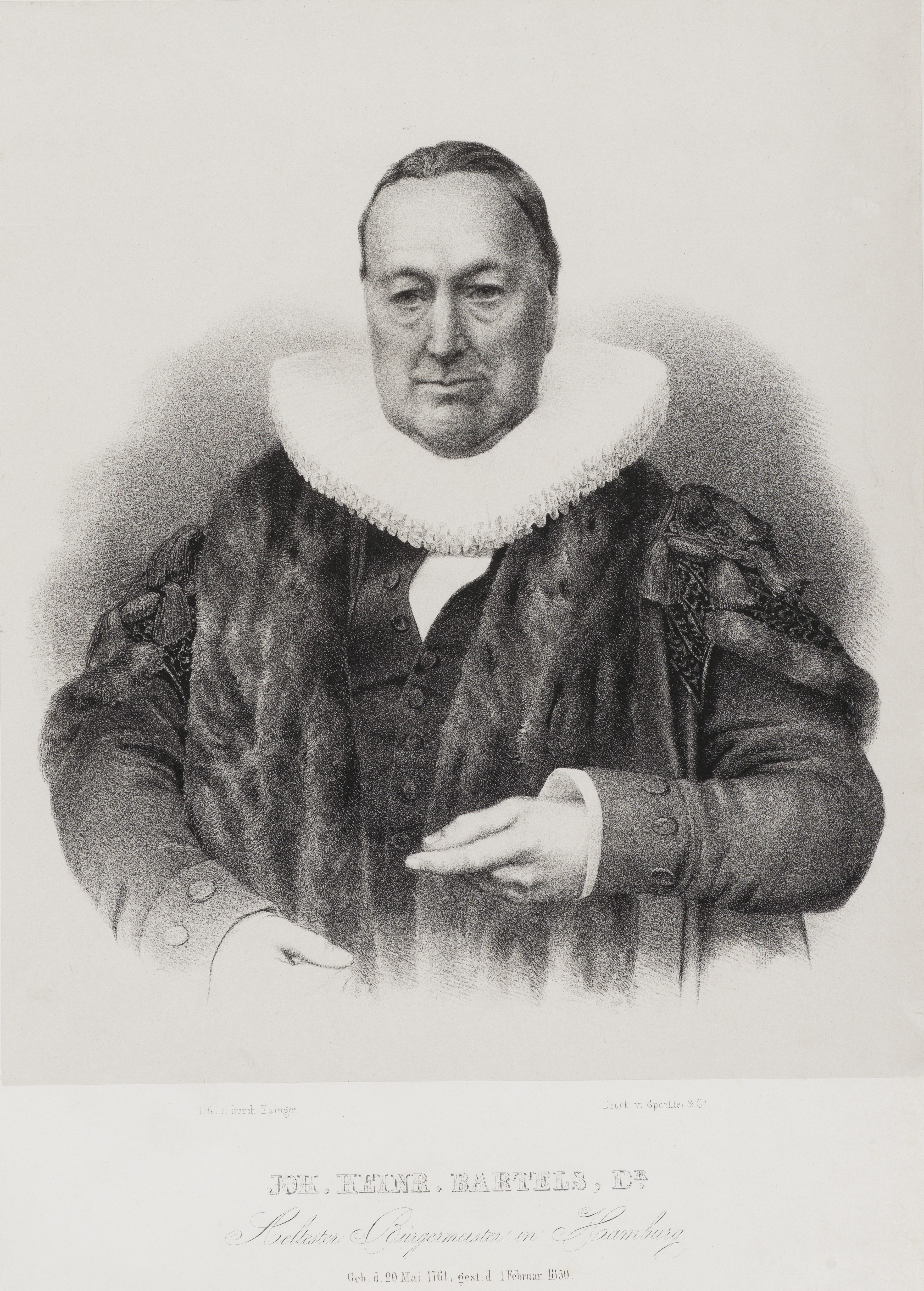
Johann Heinrich Bartels, Lithografie von Burchard Edinger

Johann Heinrich Bartels (* 20. Mai 1761 in Hamburg; † 1. Februar 1850 ebenda) war Gelehrter und war von 1820 bis 1850 Bürgermeister von Hamburg.

## Leben und Wirken
Der Vater war Claes Bartels (1726–1806). Dieser war Zuckerbäcker und Kaufmann sowie seit 1797 Oberalter. Die Mutter war Katharina Maria (geb. Seelandt).
Bartels studierte zunächst Theologie und orientalische Sprachen in Göttingen. Ursprünglich für die kirchliche Laufbahn vorgesehen, erkannte er schließlich den Mangel an Berufung. Er unternahm stattdessen 1785 eine Reise nach Italien. Über Nürnberg, Regensburg, Wien, Triest reiste er nach Venedig. Im Dezember verlobte er sich dort mit Regina von Reck. Im Rahmen der Reise betrieb Bartels archäologische, kunstgeschichtliche aber auch naturwissenschaftliche und statistische Studien. Daraus ging später seine Veröffentlichung „Briefe über Calabrien und Sicilien“ hervor. Bartels wurde daraufhin Mitglied verschiedener wissenschaftlicher Akademien, wie etwa der Göttinger Akademie der Wissenschaften (ab 1787 Assessor, ab 1792 korrespondierendes Mitglied). In der Fachwelt machten seine Studien Eindruck und ihm wurde eine Professur angetragen. Bartels lehnte ab und studierte stattdessen Rechtswissenschaften und wurde in Göttingen zum Dr. jur. promoviert. Im Jahr 1792 heiratete er Marietta Elisabeth von Reck aus Venedig. Das Paar hatte zwei Söhne und mit Beata Cecilia (1799–1869) und Louise Wilhelmine (1807–1890) zwei Töchter. Die Schwester seiner Frau Johanna Magdalena von Reck heiratete Amandus Augustus Abendroth.
Nach der Rückkehr nach Hamburg war er Rechtsanwalt und Armenvorsteher. Im Jahr 1798 wurde er zum Senator gewählt. In der Zeit der französischen Besetzung war Bartels Kammerpräsident des kaiserlichen Gerichtshofes in Hamburg. Außerdem war er Mitglied des Munizipalrats und Vorsteher der Wohltätigkeits- und Strafanstalten.
Nach dem Ende der „Franzosenzeit“ spielte Bartels die zentrale Rolle bei der Wiederherstellung der alten Verfassung und der Reorganisation der Polizei. Seit 1820 war er Bürgermeister der Stadt. Bartels war Freimaurer und seit 1820 Ehrengroßmeister der Großloge von Hamburg. Außerdem war er von 1821 bis 1844 Präsident des Obergerichts. Als Verfechter der alten Verfassung von 1712 versuchte er die althergebrachte Ordnung im Bewusstsein der Menschen zu verankern. Zu diesem Zweck veröffentlichte er den Abdruck des Hauptrezesses von 1712 in gemeinverständlicher Sprache und mit historischen und inhaltlichen Erläuterungen. Nach Bartels stärke die Verfassung besonders den Gemeinsinn und verwirkliche die bürgerliche Freiheit, Wohlstand, Ordnung, Ruhe und Sicherheit. Bis heute sind die Verfassungstexte nicht historisch-kritisch ediert. Nach wie vor ist man auf die von Bartels 1823 besorgte Ausgabe angewiesen. Bartels verfasste außerdem Abhandlungen über Hamburgs Verfassungsgeschichte und Verfassungsrecht. Er war auch ein Gegner der Revolution von 1848. 
Ein Enkel von Bartels aus der Ehe seiner Tochter Beata Cecilia mit dem Syndikus Edward Banks war Edward Banks. Louise heiratete Louis Stromeyer.
Das letzte Feuerschiff auf der Position Elbe 2 wurde als Bürgermeister Bartels nach ihm benannt. Die Bartelsstraße in Hamburg-Sternschanze erinnert seit 1844 an Johann Heinrich Bartels. Eine kritische Bartels-Biografie ist bis heute ein Desiderat in der hamburgischen Geschichte.

## Schriften (Auswahl)
Ein Verzeichnis der Schriften Bartels in: Hans Schröder: Lexikon der hamburgischen Schriftsteller bis zur Gegenwart, Bd. 1, Hamburg 1851, Nr. 0172.
Monographien
- Briefe über Kalabrien und Sizilien. Dieterich, Göttingen 1787–1792 (Digitalisat)
- Der Hamburgische Bürgermeister Heinrich Meurer, beider Rechte Licentiat, oder Darstellung und Beurtheilung seiner öffentlichen Wirksamkeit. Eine biographische Skizze aus den letzten dreißig Jahren des siebzehnten Jahrhunderts, als Beitrag zur Hamburgischen Geschichte jener Zeit. Campe, Hamburg 1836.
- Wer hat Recht und Macht in Hamburg? Hrsg. und erl. von Heinrich F. Thomsen, Koch, Hamburg 1978.

Herausgeberschaften
- Neuer Abdruck der vier Haupt-Grundgesetze der Hamburgischen Verfassung mit vorausgeschickter erläuternder Uebersicht. Hamburg 1823.

## Bildnisse
- Siegfried Detlev Bendixen, Lithographie, ohne Orts- und Jahresangabe, 51 × 34,5 cm, (online, Staats- und Universitätsbibliothek Hamburg).
- Edmé Quenedey, Radierung, Paris, 1811, 10 × 8 cm, (online, Staats- und Universitätsbibliothek Hamburg).
- Burchard Edinger, Lithographie, Hamburg, ohne Jahresangabe, 59 × 45,5 cm, (online, Staats- und Universitätsbibliothek Hamburg).